# Igumen
Igumen, ihumen (gr. ἡγούμενος, 'hēgoúmenos' - "idący na przedzie, wiodący"; mac. i bułg. игумен, 'igumen'; ros. игумен, 'igumien'; ukr. ігумен, 'ihumen'; biał. ігумен, 'ihumien') – w prawosławiu oraz w katolickich Kościołach wschodnich przełożony samodzielnego monasteru lub domu zakonnego, odpowiednik katolickiego przeora. 